# Rhys ab Owain
Rhys ab Owain (... – 1078) è stato sovrano del Deheubarth (nel Galles meridionale).
Rhys era figlio di Owain ab Edwin della discendenza di Hywel Dda, e membro della dinastia del Dinefwr. Succedette sul trono al fratello Maredudd nel 1072. Insieme ai nobiltà di Ystrad Tywi fu coinvolto nell'uccisione di Bleddyn ap Cynfyn, re di Gwynedd e del Powys (1075). 
Nel 1078 fu sconfitto nella battaglia di Gwdig da Trahaearn ap Caradog, che era successo a Bleddyn sul trono del Gwynedd. In quello stesso anno fu ucciso da Caradog ap Gruffydd del Gwent. Re del Deheubarth divenne suo cugino Rhys ap Tewdwr.